# Шаховское (Куркинский район)
Шаховское — деревня в Куркинском районе Тульской области России.
В рамках административно-территориального устройства относится к Ивановской волости Куркинского района, в рамках организации местного самоуправления включается в Михайловское сельское поселение.

## География
Расположена в 15 км к северу от райцентра, посёлка городского типа Куркино, и в 97 км к юго-востоку от областного центра, г. Тулы.

## Население
| 2002 | 2010 |
| ---- | ---- |
| 432  | ↘404 |